# اولئوروپین
اولئوروپین (به انگلیسی: Oleuropein) با فرمول شیمیایی C25H32O13 یک ترکیب شیمیایی با شناسه پاب‌کم 5281544 است. که جرم مولی آن ۵۴۰٫۵۱۴ گرم بر مول می‌باشد. 